# Cwmbwrla
Cwmbwrla är en community i Storbritannien.   Den ligger i kommunen Swansea och riksdelen Wales, i den södra delen av landet, 260 km väster om huvudstaden London.
Cwmbwrla är en förort i norra delen av staden Swansea.